# Wembley Stallions 2017
Questa voce raccoglie le informazioni riguardanti gli Wembley Stallions nelle competizioni ufficiali della stagione 2017.

## Maschile

### BAFA NL Division Two 2017

#### Stagione regolare
| 9 aprile 2017 1ª giornata | Wembley Stallions | 42 – 0 | Ipswich Cardinals |  |

| 30 aprile 2017 4ª giornata | Wembley Stallions | 23 – 14 | East Kent Mavericks |  |

| 7 maggio 2017 5ª giornata | Wembley Stallions | 21 – 0 | London Blitz B |  |

| 11 giugno 2017 9ª giornata | London Blitz B | 0 – 34 | Wembley Stallions |  |

| 18 giugno 2017 10ª giornata | Wembley Stallions | 63 – 0 | East Essex Sabres |  |

| 25 giugno 2017 11ª giornata | Ipswich Cardinals | 3 – 36 | Wembley Stallions |  |

| 9 luglio 2017 13ª giornata | Wembley Stallions | 40 – 14 | Essex Spartans |  |

| 16 luglio 2017 14ª giornata | Essex Spartans | 0 – 26 | Wembley Stallions |  |

| 6 agosto 2017 17ª giornata | East Kent Mavericks | 20 – 25 | Wembley Stallions |  |

| 13 agosto 2017 18ª giornata | East Essex Sabres | 12 – 44 | Wembley Stallions |  |

#### Playoff
| 20 agosto 2017 Quarti di finale | Wembley Stallions | 27 – 0 | Hertfordshire Cheetahs |  |

| 27 agosto 2017 Semifinale | Wembley Stallions | 33 – 6 | Portsmouth Dreadnoughts |  |

| 10 settembre 2017 Finale Southern Conference | Wembley Stallions | 17 – 20 | Berkshire Renegades |  |

### Statistiche di squadra
| Competizione      | %Vittorie | In casa | In casa | In casa | In casa | In casa | In casa | In trasferta | In trasferta | In trasferta | In trasferta | In trasferta | In trasferta | Totale | Totale | Totale | Totale | Totale | Totale |
| Competizione      | %Vittorie | G       | V       | N       | P       | Pf      | Ps      | G            | V            | N            | P            | Pf           | Ps           | G      | V      | N      | P      | Pf     | Ps     |
| ----------------- | --------- | ------- | ------- | ------- | ------- | ------- | ------- | ------------ | ------------ | ------------ | ------------ | ------------ | ------------ | ------ | ------ | ------ | ------ | ------ | ------ |
| Stagione regolare | 1.000     | 5       | 5       | 0       | 0       | 189     | 28      | 5            | 5            | 0            | 0            | 165          | 35           | 10     | 10     | 0      | 0      | 354    | 63     |
| Playoff           | .667      | 3       | 2       | 0       | 1       | 77      | 26      | 0            | 0            | 0            | 0            | 0            | 0            | 3      | 2      | 0      | 1      | 77     | 26     |
| Totale            | .923      | 8       | 7       | 0       | 1       | 266     | 54      | 5            | 5            | 0            | 0            | 165          | 35           | 13     | 12     | 0      | 1      | 431    | 89     |

## Femminile

### Sapphire Series Division Two 2017

#### Stagione regolare
| Portsmouth 25 febbraio 2017 | Wembley Stallions | 2 – 13 | Portsmouth Dreadnoughts |  |

| Portsmouth 25 febbraio 2017 | Wembley Stallions | 21 – 0 | Peterborough Royals |  |

| Peterborough 11 marzo 2017 | Wembley Stallions | 23 – 22 | Portsmouth Dreadnoughts |  |

| Peterborough 11 marzo 2017 | Wembley Stallions | 60 – 25 | Oxford Saints |  |

| Peterborough 11 marzo 2017 | Iceni Spears | - – - (non disputata) | Wembley Stallions |  |

| Londra 8 aprile 2017 | Oxford Saints | 12 – 52 | Wembley Stallions |  |

| Londra 8 aprile 2017 | Wembley Stallions | 24 – 0 | Portsmouth Dreadnoughts |  |

### Statistiche di squadra
| Competizione      | %Vittorie | In casa | In casa | In casa | In casa | In casa | In casa | In trasferta | In trasferta | In trasferta | In trasferta | In trasferta | In trasferta | Totale | Totale | Totale | Totale | Totale | Totale |
| Competizione      | %Vittorie | G       | V       | N       | P       | Pf      | Ps      | G            | V            | N            | P            | Pf           | Ps           | G      | V      | N      | P      | Pf     | Ps     |
| ----------------- | --------- | ------- | ------- | ------- | ------- | ------- | ------- | ------------ | ------------ | ------------ | ------------ | ------------ | ------------ | ------ | ------ | ------ | ------ | ------ | ------ |
| Stagione regolare | .833      | 5       | 4       | 0       | 1       | 130     | 60      | 1            | 1            | 0            | 0            | 52           | 12           | 6      | 5      | 0      | 1      | 182    | 72     |
| Totale            | .833      | 5       | 4       | 0       | 1       | 130     | 60      | 1            | 1            | 0            | 0            | 52           | 12           | 7      | 4      | 0      | 3      | 182    | 72     |